# Copa Catalunya de waterpolo femenina 2020-2021
La Copa Catalunya absoluta femenina 2020-2021 fou la tretzena edició de la Copa Catalunya de waterpolo. Es disputà entre el 16 de setembre de 2000 i el 22 de juny de 2021 i fou organitzada per la Federació Catalana de Natació. Es realitzà sota els protocols sanitaris i les restriccions de públic pel risc de contagi del COVID-19, per aquest motiu, la competició modificà el seu format i tingué una durada de nou mesos. El torneig es disputà en dues fases. A la primera, hi participaren onze equips, que s'agruparen en dos grups i disputaren una lligueta. Els quatre primer classificats de cadascun dels grups accediren a la següent fase. A la segona, els vuit equips finalistes disputaren els quarts de final a doble partit i les semifinals i final a únic partit. La final es disputà el 18 maig de 2021 a la piscina Can Llong de Sabadell. Es proclamà campió l'Astralpool Sabadell, que aconseguí el seu dotze títol consecutiu de la competició.

## Clubs participants
- Club Natació Atlètic-Barceloneta
- Club Natació Catalunya
- Unió Esportiva d'Horta
- Centre Natació Mataró
- Club Esportiu Mediterrani
- Club Natació Rubí
- Astrapool Sabadell
- Club Natació Sant Andreu
- Club Natació Sant Feliu
- Associació Esportiva Santa Eulàlia
- Club Natació Terrassa

## Primera fase
| Equip classificat pels quarts de finals Nota: Noms dels equips segons l'època |

| Grup A | Grup A                 | Grup A | Grup A | Grup A | Grup A | Grup A | Grup A | Grup A | Grup A |
| Pos.   | Club                   | P      | PJ     | PG     | PE     | PP     | GF     | GC     | D      |
| ------ | ---------------------- | ------ | ------ | ------ | ------ | ------ | ------ | ------ | ------ |
| 1      | Astralpool Sabadell    | 10     | 5      | 5      | 0      | 0      | 95     | 35     | 60     |
| 2      | CN Terrassa            | 8      | 5      | 4      | 0      | 1      | 75     | 42     | 33     |
| 3      | CN Sant Andreu         | 6      | 5      | 3      | 0      | 2      | 69     | 46     | 23     |
| 4      | CN Catalunya           | 4      | 5      | 2      | 0      | 3      | 61     | 78     | -17    |
| 5      | CN Atlètic-Barceloneta | 2      | 5      | 1      | 0      | 4      | 42     | 92     | -50    |
| 6      | AE Santa Eulàlia       | 0      | 0      | 0      | 0      | 5      | 54     | 103    | -49    |

| Grup B | Grup B         | Grup B | Grup B | Grup B | Grup B | Grup B | Grup B | Grup B | Grup B |
| Pos.   | Club           | P      | PJ     | PG     | PE     | PP     | GF     | GC     | D      |
| ------ | -------------- | ------ | ------ | ------ | ------ | ------ | ------ | ------ | ------ |
| 1      | CE Mediterrani | 8      | 4      | 4      | 0      | 0      | 81     | 34     | 47     |
| 2      | CN Mataró      | 6      | 4      | 3      | 0      | 1      | 68     | 38     | 30     |
| 3      | CN Rubí        | 4      | 4      | 2      | 0      | 2      | 49     | 59     | -10    |
| 4      | CN Sant Feliu  | 2      | 4      | 1      | 0      | 3      | 47     | 56     | -9     |
| 5      | UE d'Horta     | 0      | 4      | 0      | 0      | 4      | 28     | 86     | -58    |

## Segona fase

### Quadre de competició
|  | Quarts de final         | Quarts de final           | Quarts de final |                            |                     | Semifinals | Semifinals | Semifinals |  |  | Final | Final | Final |
|  |                         |                           |                 |                            |                     |            |            |            |  |  |       |       |       |
|  | 3 i 8 d'octubre de 2020 |                           |                 |                            |                     |            |            |            |  |  |       |       |       |
|  |                         |                           |                 |                            |                     |            |            |            |  |  |       |       |       |
|  | CN Sant Feliu           | 6                         | 5               |                            |                     |            |            |            |  |  |       |       |       |
|  | CN Sant Feliu           | 6                         | 5               | 4 de maig de 2021 · 20:45  |                     |            |            |            |  |  |       |       |       |
|  | Astralpool Sabadell     | 20                        | 20              |                            |                     |            |            |            |  |  |       |       |       |
|  | Astralpool Sabadell     | 20                        | 20              | Astralpool Sabadell        | Astralpool Sabadell | 12         |            |            |  |  |       |       |       |
|  | 3 i 6 d'octubre de 2020 |                           |                 | Astralpool Sabadell        | Astralpool Sabadell | 12         |            |            |  |  |       |       |       |
|  |                         | CN Mataró                 | CN Mataró       | 8                          |                     |            |            |            |  |  |       |       |       |
|  | CN Sant Andreu          | CN Mataró                 | CN Mataró       | 8                          | 7                   | 11         |            |            |  |  |       |       |       |
|  | CN Sant Andreu          |                           |                 | 18 de maig de 2021 · 19:00 | 7                   | 11         |            |            |  |  |       |       |       |
|  | CN Mataró               | 8                         | 14              |                            |                     |            |            |            |  |  |       |       |       |
|  | CN Mataró               | 8                         | 14              | Astralpool Sabadell        | Astralpool Sabadell | 12         |            |            |  |  |       |       |       |
|  | 3 i 6 d'octubre de 2020 |                           |                 | Astralpool Sabadell        | Astralpool Sabadell | 12         |            |            |  |  |       |       |       |
|  |                         | CN Terrassa               | CN Terrassa     | 5                          |                     |            |            |            |  |  |       |       |       |
|  | CN Rubí                 | CN Terrassa               | CN Terrassa     | 5                          | 9                   | 16         |            |            |  |  |       |       |       |
|  | CN Rubí                 | 4 de maig de 2021 · 20:15 |                 |                            | 9                   | 16         |            |            |  |  |       |       |       |
|  | CN Terrassa             | 17                        | 23              |                            |                     |            |            |            |  |  |       |       |       |
|  | CN Terrassa             | 17                        | 23              | CN Terrassa                | CN Terrassa         | 10         |            |            |  |  |       |       |       |
|  | 3 i 6 d'octubre de 2020 |                           |                 | CN Terrassa                | CN Terrassa         | 10         |            |            |  |  |       |       |       |
|  |                         | CE Mediterrani            | CE Mediterrani  | 8                          |                     |            |            |            |  |  |       |       |       |
|  | CN Catalunya            | CE Mediterrani            | CE Mediterrani  | 8                          | 9                   | 11         |            |            |  |  |       |       |       |
|  | CN Catalunya            |                           |                 |                            | 9                   | 11         |            |            |  |  |       |       |       |
|  | CE Mediterrani          | 18                        | 23              |                            |                     |            |            |            |  |  |       |       |       |
|  | CE Mediterrani          | 18                        | 23              |                            |                     |            |            |            |  |  |       |       |       |

### Semifinals
A la primera semifinal, l'Astralpool Sabadell guanyà al CN Mataró per 12 a 8 i es classificà per disputar la seva dotzena final consecutiva.
| 4 de maig de 2021 20:45 Acta | Astralpool Sabadell                     | 12‐8 | CN Mataró | Piscina Can Llong, Sabadell |
| 4 de maig de 2021 20:45 Acta | Resultat per quarts: 1-4, 5-0, 1-3, 5-1 |      |           | Piscina Can Llong, Sabadell |
| 4 de maig de 2021 20:45 Acta | Van der Sloot, Keuning 3                | Gols | Lloret 4  | Piscina Can Llong, Sabadell |

A la segona final, el CN Terrassa guanyà al CE Mediterrani per 10 a 8 i es classificà per disputar la seva primera final a la competició.
| 4 de maig de 2021 20:15 Acta | CN Terrassa                             | 10‐8 | CE Mediterrani | Piscina CN Terrassa, Terrassa |
| 4 de maig de 2021 20:15 Acta | Resultat per quarts: 3-1, 4-3, 3-2, 0-2 |      |                | Piscina CN Terrassa, Terrassa |
| 4 de maig de 2021 20:15 Acta | Toha, Tarragó 2                         | Gols | Ortiz, Camus 2 | Piscina CN Terrassa, Terrassa |

### Final
L'Astralpool Sabadell, vigent campió, i el CN Terrassa disputaren la final de XIII Copa Catalunya absoluta femenina. Es celebrà el 18 de maig de 2021 a la Piscina Can Llong de Sabadell. Es proclamà campió el club sabadellenc, que aconseguí el seu dotze títol consecutiu. Destacaren com a màximes golejadores, Marina Cordobés, Maica García, Judith Forca i Marina Serrano, amb dos gols, per part sabadellenca, i Bea Ortiz, amb tres gols, per part terrasenca.
| 18 de maig de 2021 19:00 Acta | Astralpool Sabadell                     | 12‐5 | CN Terrassa | Piscina Can Llong, Sabadell |
| 18 de maig de 2021 19:00 Acta | Resultat per quarts: 1-3, 1-1, 5-0, 5-1 |      |             | Piscina Can Llong, Sabadell |
| 18 de maig de 2021 19:00 Acta | Cordobes, García, Forca, Serrano 2      | Gols | Ortiz 3     | Piscina Can Llong, Sabadell |

| #           | Jugadora           | G  | GS | GI | GP | E |
| ----------- | ------------------ | -- | -- | -- | -- | - |
| 1           | Laura Ester        | 0  | 0  | 0  | 0  | 0 |
| 2           | Mati Ortiz         | 1  | 0  | 1  | 0  | 2 |
| 3           | Irene Casado       | 0  | 0  | 0  | 0  | 0 |
| 4           | Ruth Ariño         | 0  | 0  | 0  | 0  | 0 |
| 5           | Silvia Morell      | 0  | 0  | 0  | 0  | 0 |
| 6           | Nona Pérez         | 1  | 0  | 1  | 0  | 1 |
| 7           | Marina Cordobés    | 2  | 0  | 2  | 0  | 0 |
| 8           | Maica García       | 2  | 0  | 2  | 0  | 0 |
| 9           | Judith Forca       | 2  | 2  | 0  | 0  | 0 |
| 10          | Marina Serrano     | 2  | 1  | 1  | 0  | 0 |
| 11          | Ekaterina Tankeeva | 0  | 0  | 0  | 0  | 0 |
| 12          | Irene González     | 2  | 2  | 0  | 0  | 0 |
| 13          | Mar Carrasco       | 0  | 0  | 0  | 0  | 0 |
| Equip       | Equip              | 12 | 5  | 7  | 0  | 3 |
| Entrenador  |                    |    |    |    |    |   |
| David Palma |                    |    |    |    |    |   |

| Campió de la Copa Catalunya 2020-2021 |
| ------------------------------------- |
| Astralpool Sabadell Dotze títol       |

| #            | Jugadora         | G | GS | GI | GP | E |
| ------------ | ---------------- | - | -- | -- | -- | - |
| 1            | Sandra Domene    | 0 | 0  | 0  | 0  | 1 |
| 2            | Pili Peña        | 0 | 0  | 0  | 0  | 2 |
| 3            | Judith Panicello | 1 | 0  | 1  | 0  | 2 |
| 4            | Bea Ortiz        | 3 | 0  | 1  | 2  | 1 |
| 5            | Cristina Cantero | 0 | 0  | 0  | 0  | 0 |
| 6            | Martina Cardona  | 0 | 0  | 0  | 0  | 0 |
| 7            | Júlia Rodríguez  | 0 | 0  | 0  | 0  | 0 |
| 8            | Elia Montoya     | 0 | 0  | 0  | 0  | 0 |
| 9            | Noelia Cuenda    | 0 | 0  | 0  | 0  | 0 |
| 10           | Paula Camús      | 1 | 1  | 0  | 0  | 0 |
| 11           | Daniela Quinzada | 0 | 0  | 0  | 0  | 0 |
| 12           | Paula Leitón     | 0 | 0  | 0  | 0  | 0 |
| 13           | Sofia Tamayo     | 0 | 0  | 0  | 0  | 0 |
| Equip        | Equip            | 5 | 1  | 2  | 2  | 6 |
| Entrenador   |                  |   |    |    |    |   |
| Xavier Pérez |                  |   |    |    |    |   |

## Estadístiques
| Classificació final | Classificació final                |
| Pos.                | Club                               |
| ------------------- | ---------------------------------- |
| 1                   | Astralpool Sabadell                |
| 2                   | Club Natació Terrassa              |
| 3                   | Club Esportiu Mediterrani          |
| 4                   | Centre Natació Mataró              |
| 5                   | Club Natació Sant Andreu           |
| 6                   | Club Natació Catalunya             |
| 7                   | Club Natació Sant Feliu            |
| 8                   | Club Natació Rubí                  |
| 9                   | Club Natació Atlètic-Barceloneta   |
| 10                  | Associació Esportiva Santa Eulàlia |
| 11                  | Unió Esportiva d'Horta             |

| Màxima golejadora | Màxima golejadora | Màxima golejadora   | Màxima golejadora |
| #                 | Nom               | Club                | Gols              |
| ----------------- | ----------------- | ------------------- | ----------------- |
| 1                 | Angela Ruiz       | CN Catalunya        | 27                |
| 2                 | Paula Camus       | CN Terrassa         | 19                |
| 2                 | Iris Wolves       | CE Mediterrani      | 19                |
| 2                 | Rozanne Voorvelt  | CN Sant Andreu      | 19                |
| 2                 | Judith Forca      | Astralpool Sabadell | 19                |